# Петрозаводская епархия
Петрозаво́дская епа́рхия — епархия Русской православной церкви с центром в Петрозаводске. Входит в состав Карельской митрополии.
Кафедральный собор — Александро-Невский (с 2000 года); ранее — Крестовоздвиженский.
В епархии 78 приходов, 7 монастырей, 90 храмов, 155 часовен. Количество священнослужителей — 100.

## История
Православие пришло на Корельскую землю в 1227 году. Вероятно, что и до этого среди карелов уже были православные, так как к этому времени карелы и новгородцы были связаны долгими годами совместной торговли и борьбы против общих внешних врагов. Однако русский летописец именно в 1227 году сделал запись: «…того же лета князь Ярослав Всеволодович, послав, крести множество корел, мало не все люди». В то время часто нападали на карельские земли соседи из племени хямь. Расширяло свои владения и шведское государство. Все чаще отряды шведов вторгались в карельские земли. И чтобы оправдать свои походы, шведы часто прибегали к поддержке католической церкви. Противоречия православной и католической церквей стали предлогом для шведской агрессии.
В 1589 году была учреждена Корельская епископия. Епископом Корельским был назначен Сильвестр, его кафедра находилась в городе Корела.
С 1708 по 1764 год существовала Корельская и Ладожская епархия, викарная от Новгородской митрополии.
Для улучшения церковного управления на территории Карелии указом Екатерины II от 26 февраля 1764 года было создано Олонецкое и Каргопольское викариатство Новгородской епархии. Местом пребывания викарных Олонецких и Каргопольских епископов стал второклассный Александро-Свирский монастырь, в котором разместились духовная консистория и семинария. Правящие архиереи именовались викариями Олонецкими и Каргопольскими (кафедра находилась в Александро-Свирском Свято-Троицком монастыре). Викариатству подчинались приходы Олонецкого, Каргопольского, Устюженского уездов, Ясенецкого и Красновского заказов.
После образования в 1784 году Олонецкого наместничества с центром в Петрозаводске и учреждения Олонецкого и Архангельского генерал-губернаторства указом Екатерины II от 15 мая 1787 года Олонецкая епархия была соединена с Архангельской в единую Архангельскую и Олонецкую с центром в Архангельске.
5 октября 1798 году указом императора Павла I, после ликвидации Олонецкой губернии, приходы Петрозаводского, Олонецкого, Каргопольского, Вытегорского, Пудожского уездов перешли в состав Новгородской епархии (это отразилось в наименовании её правящего архиерея, который в 1799—1800 и 1818 годах, когда не управлял одновременно и Санкт-Петербургской епархией, имел наименование «Новгородский и Олонецкий»). Они находились в ведении викарного епископа Старорусского, кафедра которого была в Хутынском монастыре. В 1801 г. Олонецкая губерния была восстановлена, с включением в её состав Повенецкого уезда.
В 1802—1806 годах за счёт духовенства были открыты первые в викариатстве духовные училища в Каргополе, Петрозаводске, Вытегре и при Александро-Свирском монастыре.
Ревизовавший в 1826—1827 годах Новгородскую и Олонецкую губернии сенатор Дмитрий Баранов указал на целесообразность выделения Олонецкой губернии в самостоятельную епархию с созданием здесь духовной семинарии для подготовки священнослужителей, способных противостоять Расколу Русской церкви, ввиду того, что север Олонецкой губернии был одним из самых крупных в Российской империи очагов старообрядчества.
22 мая 1828 году была учреждена отдельная Олонецкая епархия с кафедрой епископа в Петрозаводске, первым епископом стал Игнатий (Семёнов). Действовал также коллегиальный орган управления при епископе — Олонецкая духовная консистория.
Кафедра Олонецкого и Петрозаводского епископа изначально находилась в Соборе Апостолов Петра и Павла, а в 1872 году была перенесена в новопостроенный Собор Сошествия Святого Духа. В 1929 году кафедральный собор был закрыт.
С 1829 по 1918 год епархия имела своё среднее учебное духовное заведение — Олонецкую духовную семинарию, выпускавшую священнослужителей для края.
Для обучения дочерей духовенства в 1858 году при Каргопольском Успенском монастыре по инициативе архиепископа Олонецкого и Петрозаводского Аркадия открылось «духовное девичье и сиротское училище», в 1870 году преобразованное в Олонецкое епархиальное женское училище и в 1874 году переведённое в Петрозаводск.
С 1898 по 1918 год издавалась епархиальная газета «Олонецкие епархиальные ведомости». В 1892 году было основано епархиальное духовно-просветительское Александро-Свирское братство.
На 1904 год в епархии был 251 православный и единоверческий приход.
К 1917 году в епархии действовали духовно-учебные заведения: Олонецкая духовная семинария, Каргопольское духовное училище, Петрозаводское духовное училище, Олонецкое епархиальное женское училище, два образцовых начальных училища (при семинарии и женском училище), 314 одноклассных церковно-приходских школ, 7 двухклассных и 4 воскресные школы.
В докладе на имя патриарха Тихона отмечалось: «Церковная жизнь в Олонецкой епархии шла сравнительно спокойно до марта 1922 г. Изъятие церковных ценностей, как и в других местах, всколыхнуло её и повлекло за собой все те же явления, которые произошли почти одинаково по всей России: смута среди духовенства, признание ВЦУ частью епархии, террор группы заправил над остальными, аресты, высылки и пр.» При организации обновленчества духовенство трёх из четырёх приходов Петрозаводска поддержало обновленческий раскол. Сторонники патриаршей ориентации во главе с епископом Евфимием (Лапиным) перешли в Александро-Невскую Заводскую церковь. В конце 1922 года епископ Евфимий был без всяких оснований арестован, а весной 1923 года административно выслан в Сибирь. Однако почти 5 лет он сохранял титул «епископ Олонецкий»; в эти годы епархия имела т. н. временноуправляющих епископов. С 1924 года Воскресенский и Святодуховский соборы вновь стали патриаршими (в 1922—1924 году в Святодуховском соборе проводили службы обновленцы, позднее удержавшие лишь кладбищенские церкви — Крестовоздвиженскую и Екатерининскую).
В 1920-х — 1930-х годах наряду с Олонецкой епархией существовала обновленческая Карельская епархия со своим епископом. Храмы Карелии часто переходили из под контроля сторонников патриаршей ориентации под контроль обновленцев, и обратно.
В 1929 году границы епархии приведены в соответствие с границами Карельской АССР: в её состав из Архангельской епархии были переданы приходы Беломорский Карелии, а приходы, оказавшиеся вне пределов Карельской АССР, отошли к другим епархиям.
После того, как сгорели Петропавловский и Воскресенский собор, были закрыты Александро-Невская церковь и Святодуховский собор, сторонники Московской патриархии в Петрозаводске потеряли все храмы. В 1929 году НКВД по прошению приходского совета Святодуховского собора передал Екатерининскую церковь от обновленцев патриаршей общине. В эту церковь была переведена кафедра епископа и находилась в ней до конца 1930-х годов. К 1937 году на всю Карельскую АССР (включая входивший в неё до весны 1938 года Кандалакшский район) у Московской патриархии оставалось 26 действующих церквей. В ходе Большого террора 1937—1938 годов было репрессировано как обновленческое духовенство, так и сторонники патриаршества, включая духовенство Крестовоздвиженского собора и Екатерининской церкви. Служивший в последней протоиерей Николай Богословский в 2004 году канонизирован как священномученик.
Местные власти продолжали оформлять закрытие храмов «в связи с отсутствием служителей культа» ещё в июле 1941 года, в условиях Великой Отечественной войны. На оккупированной территории Карелии возрождение религиозной жизни в 1941—1944 годах возглавили православные (военные) священники Финской автономной церкви Константинопольского патриархата, которые в 1944 году ушли вместе с армией вглубь Финляндии. Среди этих священников были молодые иеромонахи, русские по национальности — Павел Олмари (Гусев), впоследствии архиепископ Карельский и всей Финляндии, глава Финляндской православной церкви, и Марк Шавыкин, впоследствии перешедший в РПЦ и ставший епископом Ладожским, викарием Ленинградской епархии.
В освобождённом Петрозаводске оказался единственный русский священник, который стал служить «с разрешения председателя горсовета». Номинально Олонецкая епархия 28 августа 1944 года была передана во временное управление архиепископу Псковскому и Порховскому Григорию (Чукову).
В 1947—1949 годах в Олонецкой епархии вновь были собственные епископы, причём хоть название епархии было сохранено как Олонецкая, титул епископов в 1947 году был изменён на «Петрозаводский и Олонецкий» (а не наоборот, как ранее). Но в этот период в епархии не удалось открыть даже 10 храмов. В 1949 году управление епархией было вновь поручено митрополиту Ленинградскому. В период с 1962 по 1986 год Олонецкая епархия насчитывала всего 4 прихода.
19 июля 1990 года епархия вновь получает самостоятельный статус. 14 августа того же года Патриарх Московский и всея Руси Алексий II хиротонисал настоятеля Крестовоздвиженского собора архимандрита Мануила (Палова) во епископа Петрозаводского и Олонецкого. В 1991 году епархия официально была переименована из Олонецкой в Петрозаводскую, а с 17 июля 1996 года правящий архиерей носит титул «Петрозаводский и Карельский».
Как отмечалось в издании «Религиозно-общественная жизнь российских регионов» Кестонского института, «с момента своего создания епархия выделялась своей бедностью, а организационные структуры епархии надо было создавать практически с нуля. Вновь началось строительство часовен в таёжных сёлах и посёлках. При отсутствии старой прослойки духовенства основу клира составили образованные молодые священники, часто из числа ленинградской интеллигенции. Особую атмосферу в епархии создаёт близость к Западу, восприятие Карелии как пограничья России и Северной Европы».
Решением Священного Синода Русской православной церкви от 29 мая 2013 года из состава епархии была выделена Костомукшская и Кемская епархия и образована Карельская митрополия, включающая в себя Петрозаводскую и Костомукшскую епархии.

## Епископы
Корельская епископия (кафедра в городе Корела)
- Сильвестр (1598—1612)
- Павел (1613—1616)

Олонецкие и Каргопольские (кафедра в Троицком Александро-Свирском монастыре)
- Иоанн (Никитин) (15 июля 1764 — 9 июня 1767)
- Антоний (Феофанов) (12 августа 1767 — 7 июня 1774)
- Вениамин (Румовский-Краснопевков) (13 июля 1774 — 1 апреля 1775)
- Иоанникий (Микрицкий) (2 апреля 1775 — 10 марта 1782)
- Виктор (Онисимов) (3 июля 1782 — 22 сентября 1783)
- Амвросий (Серебряников) (26 декабря 1783 — 28 ноября 1786)

Олонецкая и Архангельская епархия (управлялась из Архангельска)
- Вениамин (Румовский-Краснопевков) (1787—1798)

Олонецкая и Петрозаводская епархия
- Игнатий (Семёнов) (22 мая 1828 — 17 октября 1842)
- Венедикт (Григорович) (14 ноября 1842 — 7 декабря 1850)
- Дамаскин (Россов) (19 декабря 1850 — 7 февраля 1851) в епархию не приезжал
- Аркадий (Фёдоров) (29 марта 1851 — 7 июля 1869)
- Ионафан (Руднев) (29 августа 1869 — 28 февраля 1877)
- Палладий (Пьянков) (28 февраля 1877 — 7 января 1882)
- Павел (Доброхотов) (23 января 1882 — 21 октября 1897)
- Назарий (Кириллов) (21 октября 1897 — 20 января 1901)
- Анастасий (Опоцкий) (20 января 1901 — 7 декабря 1905)
- Мисаил (Крылов) (24 декабря 1905 — 21 ноября 1908)
- Никанор (Надеждин) (28 ноября 1908 — 6 ноября 1916)
- Иоанникий (Дьячков) (30 ноября 1916 — 1919)
- Вениамин (Казанский) (1919) в/у
- Евгений (Мерцалов) (17 ноября 1919 — 7 мая 1920)
- Евфимий (Лапин) (июнь 1920 — конец 1927)
- Венедикт (Плотников) (1924—1925) в/у епископ Кронштадтский
- Григорий (Лебедев) (1926) в/у
- Гавриил (Воеводин) (1926—1927) в/у
- Василий (Дохторов) (1927—1928) в/у, епископ Вытегорский
- Сергий (Гришин) (16 апреля — 18 мая 1928)
- Артемий (Ильинский) (19 мая 1928 — 3 апреля 1930)
- Феодор (Яковцевский) (4 апреля 1930 — 30 ноября 1935)
- Борис (Шипулин) (январь (?) — 26 февраля 1936) в управление не вступал
- Палладий (Шерстенников) (31 марта 1936—1936)

Петрозаводская и Олонецкая епархия
- Григорий (Чуков) (28 августа 1944 — 29 июня 1947) в/у, архиепископ Псковский, с 7 сент. 1945 — митрополит Ленинградский
- Нектарий (Григорьев) (29 июня 1947 — 3 июня 1948)
- Венедикт (Пляскин) (3 июля 1948 — 4 марта 1949)
  - в 1949—1990 годах епархия находилась в управлении митрополитов Ленинградских
- Мануил (Павлов) (14 августа 1990 — 17 июля 1996)

Петрозаводская и Карельская епархия
- Мануил (Павлов) (17 июля 1996 — 29 мая 2013)

Петрозаводская епархия в составе Карельской митрополии
- Мануил (Павлов) (29 мая 2013 — 7 марта 2015)
- Лев (Церпицкий) (7 марта 2015 — 5 мая 2015) в/у, митрополит Новгородский
- Константин (Горянов) (с 5 мая 2015)

## Викариатства
- Вытегорское (недейств.)
- Каргопольское (недейств.)

## Благочиния
- Заонежское благочиние (Пудожский и Медвежьегорский районы).
- Олонецкое благочиние (Олонецкий район)
- Приладожское благочиние (город Сортавала, Питкярантский, Лахденпохский и Суоярвский районы)
- Центральное благочиние (город Петрозаводск, Прионежский, Пряжинский и Кондопожский районы)
- Монастырское благочиние

## Храмы
Город Петрозаводск:
- Кафедральный собор Александра Невского
- Крестовоздвиженский собор
- Храм Димитрия Солунского
- Храм Святого Пантелеимона
- Храм Казанской иконы Богородицы
- Церковь Святой Великомученицы Екатерины
- Церковь Сретения Господня
- Храм Иоанна Богослова
- Храм Ионы Яшезерского (на территории Исправительной колонии № 9 УФСИН, микрорайон Птицефабрика)
- Храм Святого Духа

Кондопожский район:
- Собор Успения Богородицы города Кондопоги
- Храм Сретения Господня города Кондопоги
- Храм Пресвятой Троицы села Кончезеро
- Храм Святого Апостола Петра посёлка Марциальные Воды
- Храм иконы Пресвятой Богородицы «Живоносный Источник» посёлка Марциальные Воды
- Храм Святого Пантелеймона пос. Гирвас
- Храм Святых Веры, Надежды, Любови и матери их Софии с. Янишполе

Лахденпохский район:
- Храм Пророка Илии города Лахденпохья
- Храм Рождества Богородицы посёлка Куркиёки
- Храм Серафима Саровского посёлка Хийтола

Медвежьегорский район:
- Храм Пророка Илии города Медвежьегорска
- Храм иконы Пресвятой Богородицы «Всех скорбящих Радость» (на территории Республиканской больниц № 2 УФСИН), город Медвежьегорск
- Храм Николая Чудотворца села Повенец
- Храм Георгия Победоносца села Толвуя
- Храм Рождества Богородицы деревни Лумбуши
- Храм Пророка Илии села Великая Губа

Олонецкий район:
- Собор иконы Богородицы «Смоленская» города Олонца
- Храм Успения Пресвятой Богородицы города Олонца
- Храм Рождества Христова села Коткозеро
- Храм Спаса Нерукотворенного Образа деревни Еройла
- Храм Георгия Победоносца села Видлица
- Храм Флора и Лавра села Мегрега

Питкярантский район:
- Храм Вознесения Господня города Питкяранты

Прионежский район:
- Спасо-Рождественский храм села Шёлтозеро
- Храм Рождества Иоанна Предтечи посёлка Шуя
- Храм Серафима Саровского посёлка Мелиоративного
- Храм Ионы Яшезерского посёлка Кварцитного
- Храм Николая Чудотворца посёлка Ладва
- Храм Серафима Саровского деревни Машезеро
- Храм Святых Царственных новомучеников села Новая Вилга

Пряжинский район:
- Храм Покрова Богородицы посёлка Пряжа
- Храм Николая Чудотворца посёлка Эссойла
- Храм Пророка Илии посёлка Ведлозеро

Пудожский район:
- Храм Серафима Саровского города Пудожа
- Храм Александра Невского города Пудожа
- Храм Диодора Юрьегорского деревни Куганаволок
- Храм Введения во храм Пресвятой Богородицы посёлка Подпорожье
- Храм Рождества Богородицы села Колодозеро

Сортавальский район:
- Храм Николая Чудотворца города Сортавалы
- Храм Александра Невского посёлка Вяртсиля

Суоярвский район:
- Храм Рождества Христова города Суоярви
- Храм Николая Чудотворца посёлка Суйстамо

## Монастыри

#### Действующие
- Благовещенский Ионо-Яшезерский мужской монастырь (деревня Яшезеро)
- Важеозерский Спасо-Преображенский мужской монастырь (посёлок Интерпосёлок)
- Водлозерская Свято-Ильинская пустынь (мужской; на территории Водлозерского национального парка)
- Муромский Успенский монастырь (мужской; деревня Гакугса)
- Корнилие-Палеостровский Рождественский мужской монастырь (село Толвуя)
- Никольский Адриано-Ондрусовский монастырь (мужской; Олонецкий район)[15]
- Сяндемская Успенская пустынь (деревня Сяндеба, Олонецкий район)[16]
- Клименецкий Свято-Троицкий монастырь. Медвежьегорский район, остров Большой Клименецкий[17]

#### Закрытые и упразднённые
- Брусненский Никольский Девичий монастырь (остров Брусно)[18]
- Габановская пустынь (Габановский Маяк)[18]
- Керетский Варлаамиев монастырь
- Ладвинский Боголюбский Кирикко-Иулитинский монастырь (село Ладва, Прионежский район)
- Машезерская Ильинская пустынь (остров на Машезере)[18]
- Муезерский Троицкий монастырь
- Нигозерская пустынь
- Олонецкий Рождественский монастырь
- Рогозерская пустынь
- Рождественский на Коловеострове монастырь
- Соломенский Петропавловский монастырь (Петрозаводск)
- Спасо-Преображенская Вышеостровская пустынь
- Сунская Виданская пустынь[19]
- Челмужский монастырь
- Шальский Спасский монастырь
- Шуйская Николаевская пустынь[20]